# 李可瓊
李可瓊（？—？），字配修，号石泉，南海罗村人，清朝政治人物。

## 生平
寓居廣東佛山，早年與兄弟李可端、李可藩一起讀書，嘉庆三年（1798年）戊午科举人，嘉庆十年（1805年）與弟李可藩同登進士，同时被钦授为翰林院编修，一时传为美谈，累官至山东盐运使。主持疏通佛山沙腰河。今狮西村有“同胞三翰祠”。